# 誘導結合プラズマ質量分析
誘導結合プラズマ質量分析(Inductively coupled plasma - mass spectrometry, ICP-MS)とは、イオン化法として誘導結合プラズマを用いた質量分析法のこと。

## 構成

### 試料導入部
試料溶液は、ペリスタルティックポンプによってネブライザーに運ばれる。ネブライザーによって溶液サンプルは霧に変えられる。ネブライザーにはキャリアガスが流される。
ネブライザーでは様々な大きさの霧が生成するが、スプレーチャンバーによって細かい霧（エアロゾル）のみが選別される。プラズマの温度を下げるために、スプレーチャンバーにガスを導入することも行われる。

### イオン化部
トーチは石英製で三重管構造になっており、冷却ガス、補助ガス、キャリアガスの３種類のガスが流されている。トーチの外側に巻かれた誘導コイルに高周波（ラジオ波）を与えると、誘導結合プラズマが形成する。点灯はアーク放電によって行われる。
ICPはドーナツ型となっており、サンプルを含んだキャリアガスはプラズマ内に吸い込まれていく。導入されたエアロゾルはICP内で、原子化、イオン化される。

### インターフェース部
ICPの先端部分以外は、サンプリングコーンとスキマーコーンと呼ばれる２つのオリフィスによって排除される。
スキマーコーンを通過したイオンは、引出電極によって加速される。
検出器はイオンだけでなく光も検出されてしまうため、イオンレンズによってプラズマの光はカットされる。

### コリジョンリアクションセル
ICP-MSでは、目的のイオンとほぼ同じ質量数を持った別のイオン（干渉イオン）が副生成物としてできる。質量数がほぼ同じて、目的イオンと干渉イオンの質量ピークは重なってしまうため、目的イオンを正確に分析できなくなる。これを質量干渉と言う。コリジョンリアクションセルではヘリウムなどの不活性な分子との衝突や、水素やアンモニアなどの反応性の高い分子との反応によって、干渉イオンを除去する。
コリジョンリアクションセルは、質量分解能がそれほど高くない四重極型の質量分析計を使う場合に用いられる。

### 質量分析部
ICP-MSでは質量スキャン速度が高い四重極型が最も一般的に用いられている。その他にも質量分解能の高い二重収束型、飛行時間型などがあり、これらを使えば目的イオンと干渉イオンの質量ピークを分けることができるので妨害が無くなり、コリジョンリアクションセルも不要となる。

### 検出器
一般的に、二次電子倍増管によってイオンの数がカウントされる。